# Rod Scribner
Roderick H. "Rod" Scribner (10 de octubre de 1910 - 21 de diciembre de 1976) fue un animador estadounidense más conocido por su trabajo en las series de dibujos animados Looney Tunes y Merrie Melodies del estudio Warner Bros.

## Biografía
Comenzó su carrera como animador trabajando para Ben Hardaway y Cal Dalton en 1938. Dos años después, se unió a la unidad dirigida por Tex Avery y trabajó junto a Robert McKimson, Charles McKimson y Virgil Ross.
A finales de 1941, después de que Avery abandonara el estudio, Bob Clampett asumió el liderazgo del grupo. Con el paso del tiempo Scribner se convirtió en uno de los animadores más destacados de Clampett. Algunas muestras de su estilo de animación, que privilegiaba la expresividad y elasticidad de los personajes, se pueden ver en los cortometrajes A Tale of Two Kitties (1942), Coal Black and de Sebben Dwarfs (1943), Falling Hare (1943) y The Great Piggy Bank Robbery (1946), el que fue apodado "estilo Lichty". Clampett dejó Warner Bros. en 1945 para seguir una carrera en el manejo de marionetas y la televisión. 
No se sabe mucho acerca del trabajo que Scribner realizó entre 1946 y 1949 (aunque aparece en los créditos de dos cortometrajes que Robert McKimson estrenó en 1947, One Meat Brawl y Birth of a Notion). En 1950, Scribner regresó a Warner Bros. para integrarse a la unidad de McKimson. Su estilo debió acomodarse a los estándares de McKimson, pero aun así pudo crear escenas más exageradas, como en los dibujos animados Hillbilly Hare (1950), Hoppy Go Lucky (1952) y Of Rice and Hen (1953). Abandonó el estudio Warner en 1954 y trabajó en UPA. Durante los años siguientes, Scribner colaboró junto a su antiguo compañero Bill Melendez en varias películas y especiales de televisión basados en la tira de prensa Peanuts. Posteriormente creó su propio estudio, Playhouse Pictures, con el cual se dedicó a producir comerciales durante más de 45 años.